# Casa d'Arnas
Casa d'Arnas (en francès Cazedarnes) és un municipi occità del Llenguadoc, situat a la regió d'Occitània, al departament de l'Erau.

## Referències

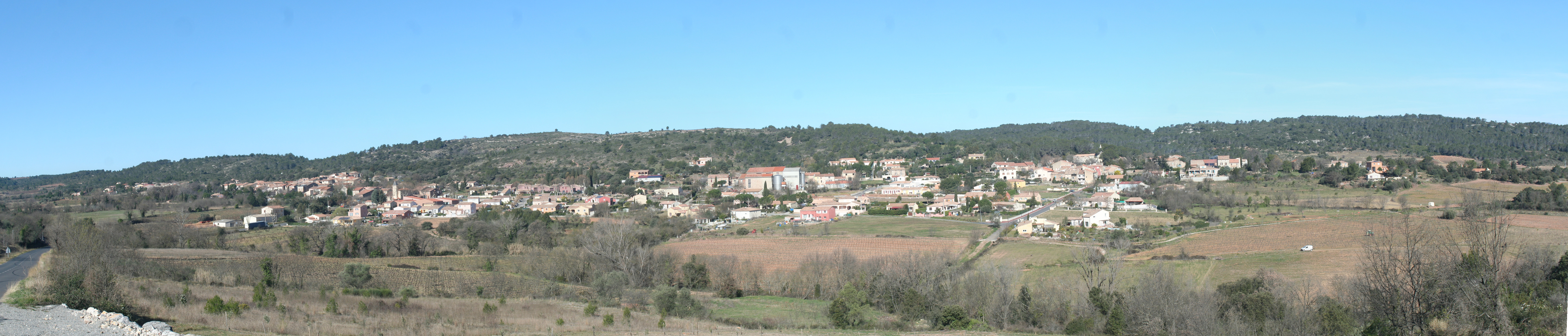
Panorama.